# Раев, Марк Исаевич
Ма́рк Иса́евич (Исаа́кович) Ра́ев (англ. Marc Raeff; 28 июля 1923, Москва, СССР — 20 сентября 2008, Тинек, Берген, Нью-Джерси, США) — американский историк, специалист по истории России. Профессор Колумбийского университета, куратор Бахметьевского архива.

## Биография
Марк Раев родился в Москве в 1923 году, его отец — инженер Исаак Абрамович Раев (1893—1950) — вскоре был командирован в Германию в качестве представителя правительства СССР для контроля качества заказываемого машиностроительного оборудования. В 1931 году Исаак Раев был отозван в СССР, но он оставил жену (биохимика Викторию Раеву, в девичестве Быховскую) и сына в Берлине. С приходом к власти в Германии нацистов семья перебралась в Париж, а в 1941 году сумела выбраться в Соединенные Штаты, в Нью-Йорк. Благодаря жизненным обстоятельствам Марк превосходно знал русский, немецкий, французский и английский языки, поэтому после вступления США во 2-ю Мировую войну был призван в армию в качестве переводчика в лагерях для военнопленных.
По окончании войны поступил в Гарвард, на курс профессора Михаила Карповича, воспитавшего блистательное поколение американских историков-русистов (включающее Збигнева Бжезинского, Мартина Малиа, Ричарда Пайпса). В 1949 году Марк устроился на работу в Университет Кларка в городе Вустер, в 1950 году получил звание доктора философии. В 1951 году женился на Лиллиан Готтесман (Lillian Gottesman), в семье родились две дочери — Энн (Anne) и Кэтрин (Catherine). В 1957 году ему была присуждена стипендия Гуггенхайма.
В 1961 году Марк Раев перешёл на работу в Колумбийский Университет, в котором проработал вплоть до окончания преподавательской карьеры в 1988 году. Марк Раев — автор множества работ по истории России XVIII—XIX веков. По словам Ричарда Пайпса, «он был фундаментом изучения русской истории в этой стране (США)».